# Cánh đồng hoang
Cánh đồng hoang là một bộ phim điện ảnh Việt Nam nói về đề tài Chiến tranh Việt Nam, đạo diễn bởi Nguyễn Hồng Sến.
Không gian đề cập tới trong bộ phim chỉ vỏn vẹn trong diện tích của một cánh đồng hoang, nhưng lại khai thác cả không gian từ dưới nước (phía dưới mặt nước cánh đồng) đến tận trên không (nơi máy bay Mỹ đang quần thảo). Phim giành 6 giải thưởng trong và ngoài nước, nổi bật với Giải Bông sen vàng - Liên hoan phim Việt Nam và Huy chương vàng - Liên hoan phim Quốc tế Moskva.

## Nội dung
Bối cảnh chính của phim là vùng Đồng Tháp Mười trong những ngày diễn ra cuộc đấu tranh giải phóng miền Nam Việt Nam. Vợ chồng Ba Đô và đứa con nhỏ sống trong một căn chòi nhỏ giữa dòng nước. Họ được Cách mạng Việt Nam giao nhiệm vụ giữ đường dây liên lạc cho bộ đội. Tác giả tập trung khai thác nhiều vào cuộc sống thường ngày của đôi vợ chồng như việc trồng lúa, nuôi con, bắt trăn, bắt cá nhưng xen kẽ vào đó còn có những cảnh chiến đấu, cảnh ẩn nấp trực thăng Huey của quân đội Mỹ quần thảo khu vực đồng nước này nhằm phát hiện đội du kích hoạt động. Trong một trận càn, Ba Đô bị trực thăng Mỹ bắn trúng và hy sinh. Để trả thù cho chồng, vợ Ba Đô đã đuổi theo, cùng đội du kích bắn rơi chiếc trực thăng.
Kết thúc của phim có cảnh phi công Mỹ chết trong chiếc trực thăng bị bắn rơi, tấm ảnh chụp vợ con của anh ta rơi ra từ túi áo. Đã có nhiều ý kiến cắt bỏ cảnh này. Tuy nhiên, nó vẫn được giữ lại để cho người xem hiểu rõ hơn về lính Mỹ, họ cũng là người bình thường, có vợ và con như Ba Đô, nhưng do Chính phủ Mỹ mà họ phải dứt bỏ gia đình để sang Việt Nam tham chiến để rồi thiệt mạng ở một nơi xa lạ.

## Diễn viên
- NSND Lâm Tới trong vai Ba Đô
- Thúy An trong vai Sáu Xoa, vợ Ba Đô
- Nguyễn Văn Thuận trong vai con trai của Ba Đô và Sáu Xoa
- Robert Hải trong vai Trung tá Mistcher. Robert Hải sinh năm 1940 tại Hải Phòng, mất năm 2000 tại Thành phố Hồ Chí Minh, tên thật là Trần Hữu Hải, có bố là người Pháp, mẹ người Ý, cả hai đều mất trong đảo chính 1945.[1]

## Vinh danh
- Liên hoan phim Việt Nam năm 1980
  - Giải Bông sen vàng: bộ phim
  - Giải biên kịch: Nguyễn Quang Sáng
  - Giải nam diễn viên: Lâm Tới
  - Giải quay phim: Đường Tuấn Ba
- Huy chương vàng - Liên hoan phim Quốc tế Moskva, 1981
- Bằng khen của Hội Điện ảnh Việt Nam: Thúy An
- Giải Đặc biệt của Liên đoàn báo chí Điện ảnh Quốc tế tại LHP Quốc tế Maxcơva, 1980

## Bên lề
- Nhà văn Nguyễn Quang Sáng, người nổi tiếng với Chiếc lược ngà và cũng là tác giả kịch bản bộ phim này đã tâm sự: "Tôi nghĩ kịch bản phim Cánh đồng hoang từ năm 1966 rồi, năm đó tôi đi về chiến trường Đồng Tháp Mười và ghi nhận được một số hình ảnh về chiến tranh Đồng Tháp Mười rất độc đáo... mãi cho đến ngày 18 tháng 12 năm 1978 tôi mới bắt đầu viết Cánh đồng hoang..."
- Nhân vật em bé trong bộ phim tên Nguyễn Văn Thuận, con ông Nguyễn Văn Việt, cháu gọi đạo diễn Hồng Sến là bác ruột. Lúc đạo diễn Hồng Sến về chọn diễn viên, Thuận mới 4 tháng tuổi, đến khi đoàn làm phim về quay thì được 9 tháng. Giờ đây Thuận là một tỷ phú ở Đồng Tháp Mười.[2]
- Nhân vật người vợ do nghệ sĩ Thúy An thủ vai, bà cũng là vợ của đạo diễn Hồng Sến. Mùa gió chướng là phim đầu tiên bà đến với nghệ thuật thứ bảy (1978), sau đó hàng loạt phim trở thành "bom tấn" thời ấy: Ván bài lật ngửa, Biệt động Sài Gòn, Mùa nước nổi, Vùng gió xoáy... Năm 1995, sau khi đạo diễn Hồng Sến qua đời, bà học thêm nghề kim hoàn rồi sang Lào tìm kế sinh nhai. Tình cờ, bà gặp người chồng bây giờ rồi kết hôn và chuyển sang Frankfurt (Đức) sinh sống. Bà sống với chồng và con gái riêng Thúy Hồng (con của bà và NSND Hồng Sến)[3]
- Tính đến năm 2003, khi sản xuất bộ phim Con khỉ mồ côi, Cánh đồng hoang là kịch bản duy nhất do Nguyễn Quang Sáng tự tùy hứng sáng tác, trong khi hầu hết các kịch bản phim còn lại được ông viết the yêu cầu đặt hàng hoặc theo nhu cầu khi tham gia các trại sáng tác.[4]